# The Vengeance of Guido
Pour plus de détails, voir Fiche technique et Distribution.
The Vengeance of Guido (littéralement, L'Argent de chaque homme) est un film muet américain réalisé par Lynn Reynolds, sorti en 1915.

## Fiche technique
- Titre : The Vengeance of Guido
- Réalisation : Lynn Reynolds
- Scénario : Lynn Reynolds, d'après une histoire de Harvey Gates
- Producteur : Pat Powers
- Société de production :  Powers Picture Plays
- Société de distribution :  Universal Film Manufacturing Company
- Pays d'origine :  États-Unis
- Langue : film muet avec les intertitres en anglais
- Métrage : 300 m (1 bobine)
- Format : Noir et blanc — 35 mm — 1,33:1 — Muet
- Genre : Film dramatique
- Durée : 10 minutes
- Dates de sortie : 
  -  États-Unis : 16 octobre 1915

## Distribution
- Sydney Ayres : Guido Morea
- Doris Pawn : Mary Strohm
- John Sterling	: Wllie Vail
- Clara Horton : Nydia Morea